# Orothalassodes falsaria
Orothalassodes falsaria là một loài bướm đêm trong họ Geometridae.